# カバ☆リス
『カバ☆リス』は、i☆Risのアニソンカバーミニアルバム。2013年4月3日にDIVE II entertainmentから発売された。

## 概要
i☆Risのメンバーのセレクトによるアニソンカバーアルバム。サウンドプロデュースは永井ルイが全曲担当した。
DVDには「ウィーアー!」のミュージックビデオとオフショット映像を収録。ミュージックビデオの映像監督は福居英晃が務め、静岡県御殿場市にある加藤学園御殿場キャンパスで2013年2月7日に撮影された。「ウィーアー!」は毎日放送「でいりぃ げっと。」のエンディングテーマに起用された。

## 収録曲
（全編曲：永井ルイ）
1. ウィーアー! [4:03]
作詞：藤林聖子、作曲：田中公平
  - きただにひろしのカバー。
  - テレビアニメ『ONE PIECE』オープニングテーマ。
  - 若井友希のセレクト。
2. 空色デイズ [4:15]
作詞：meg rock、作曲：齋藤真也
  - 中川翔子のカバー。
  - テレビアニメ『天元突破グレンラガン』オープニングテーマ。
  - 澁谷梓希のセレクト。澁谷のソロ歌唱となっている。
3. 星間飛行 [3:53]
作詞：松本隆、作曲：菅野よう子
  - ランカ・リー=中島愛のカバー。
  - テレビアニメ『マクロスF』挿入歌。
  - 山北早紀のセレクト。山北のソロ歌唱となっている。
4. おジャ魔女カーニバル!! [3:34]
作詞：大森祥子、作曲：池毅
  - MAHO堂のカバー。
  - テレビアニメ『おジャ魔女どれみ』オープニングテーマ。
  - 茜屋日海夏のセレクト。茜屋、若井、久保田のユニットでの歌唱となっている。
5. 1000%SPARKING! [4:23]
作詞：こだまさおり・佐藤こづえ、作曲：大久保薫
  - ネギ・スプリングフィールド（佐藤利奈）、神楽坂明日菜（神田朱未）、近衛木乃香（野中藍）、桜咲刹那（小林ゆう）のカバー。
  - テレビアニメ『ネギま!?』オープニングテーマ。
  - 芹澤優のセレクト。山北、芹澤、久保田のユニットでの歌唱となっている。
6. 最強パレパレード [4:11]
作詞：畑亜貴、作曲：田代智一
  - 平野綾、茅原実里、後藤邑子のカバー。
  - ラジオ関西『涼宮ハルヒの憂鬱 SOS団ラジオ支部』オープニングテーマ。
  - 久保田未夢のセレクト。

### DVD
- ウィーアー! -Music Video-
- カバ☆リス -Off Shot Movie-